# Christfried Gebauer
Christfried Gebauer (* 13. März 1942 in Klitzschen (Kreis Torgau)) ist ein deutscher Agraringenieur und Politiker (CDU).

## Leben und Wirken
Der Sohn eines Pfarrers widmete sich die meiste Zeit seines Lebens der Landwirtschaft. Sein zwischen 1960 und 1966 an der Martin-Luther-Universität in Halle (Saale) absolviertes Studium schloss er als Diplom-Agraringenieur ab. Auf einem Volksgut in Trossin übernahm er bald die Leitung der Tierproduktion. Als Tierzuchtleiter baute er in Trossin die erste Milchviehanlage im Bezirk Leipzig auf. Er war Mitglied der CDU der DDR und wickelte nach der Wende die Landwirtschaftlichen Produktionsgenossenschaften mit ab. Von 1991 bis 2007 war er Leiter des staatlichen Amtes für Landwirtschaft in Mockrehna. Er lebt in Dahlenberg.
Bei der Landtagswahl in Sachsen 1990 gelang Gebauer auf Listenplatz 33 der Einzug in den Sächsischen Landtag. Bereits im Oktober 1990 schied er jedoch aus diesem aus; Karl Czok rückte nach und übernahm das Mandat. Er ist Ortsverbandvorsteher der CDU in Trossin.